# José Luis Alonso Coomonte
José Luis Alonso Coomonte (Benavente, 1932) es un escultor español y profesor de dibujo y escultura. Premio de las Artes de Castilla y León 2020.

## Biografía

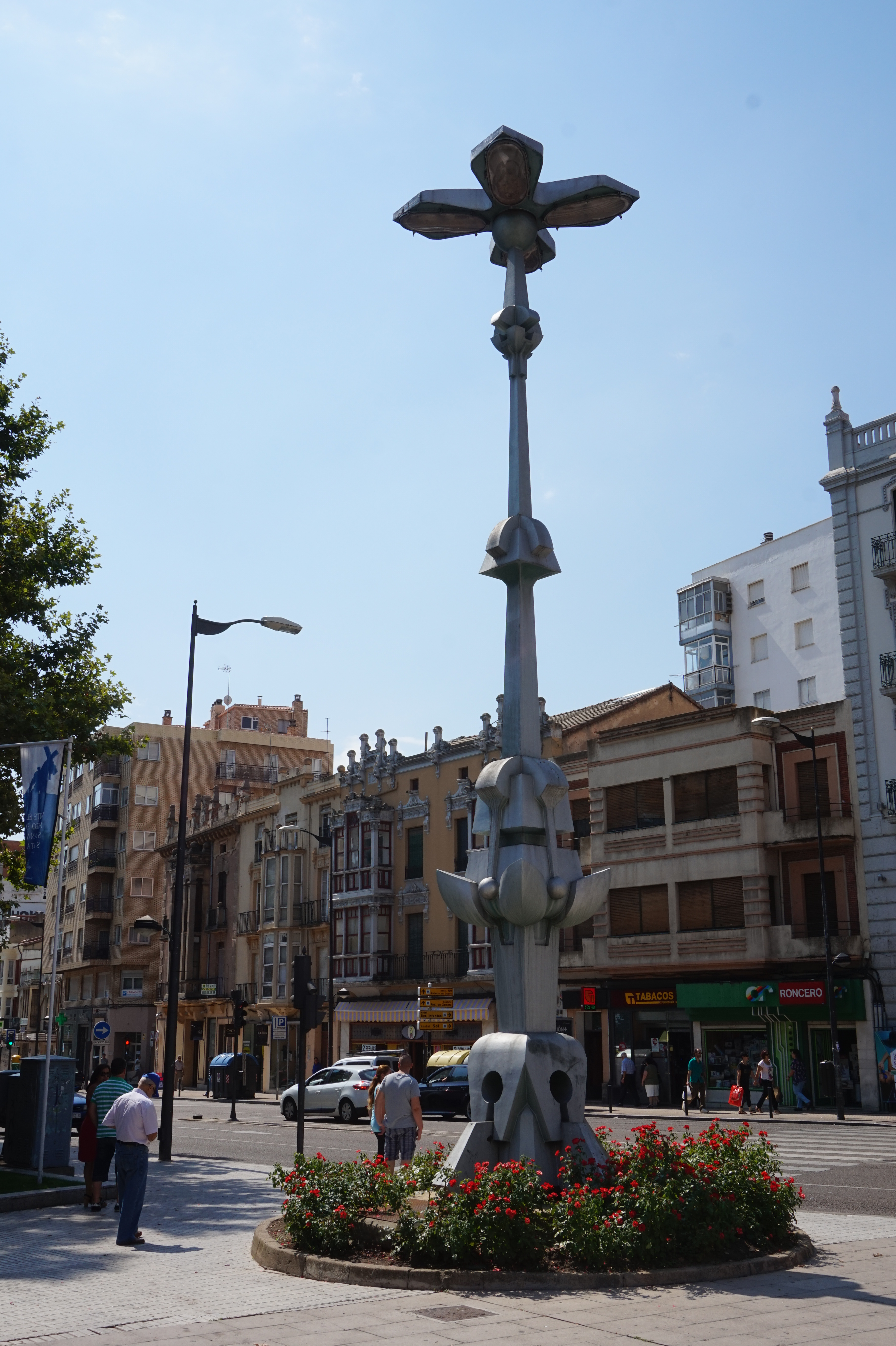
Farola del parque de la Marina.

José Luis Alonso Coomonte, también conocido como José Luis Coomonte o Coomonte, nació en 1932 en Benavente. Hijo de ebanista, lo que le permitió desde muy joven tomar contacto con los materiales, como la madera y las posibilidades que esta tiene para dar forma y modelar objetos. Para su formación académica se tuvo que trasladar a estudiar a Madrid, realzando los estudios superiores   en la Academia de Bellas Artes de San Fernando entre los años 1950 y 1954, aquí coincidió con Valeriano Martín Turrión, Juan Antonio Palomo, Antonio López o Otero Besteiro, entre otros.Tras conseguir una beca de ampliación de estudios de escultura en Coca (Segovia) se traslada a París.
Doctor en Arte por la Universidad de Salamanca con un estudio sobre su propia obra La rejería en la obra de José Luis Alonso Coomonte.

## La obra escultórica
José Luis Coomonte como escultor ha trabajado con diferentes materiales tales como, madera, hormigón, piedra y destacando su dominio del hierro forjado y el cristal, ha sido pionero en el uso de nuevos materiales en el arte. Realiza, muchas veces, una obra en función de la demanda arquitectónica requerida, por ir asociada a la construcción de edificios para centros oficiales e iglesias.
Su obra en sus inicios es esencialmente figurativa marcada por el arte sacro, pero su impulso creador le lleva a evolucionar conviviendo con el cubismo, obras como Discóbolo (1961) o Equilibristas (1955) ambas en hierro, con la abstracción en la obra Forma dinámica (1964) en la que ya investiga con el poliéster. En los trabajos de rejería manifiesta un lenguaje más personal e imaginativo.
En la producción artística de  Coomonte tiene un significado especial la conjunción del hombre y la naturaleza, concepto que consigue con el dominio de la materia, el ritmo, la forma, el volumen y el espacio, consigue incluir la piedra en el hierro.    
Es de destacar en la obra de Coomonte una predilección por el arte público, como por ejemplo la Fuente (1965), en hierro y piedra, instalada en el Jardín del Parque de las Naciones en Madrid. En Zamora existe una ruta turística del Arte contemporáneo que discurre por las esculturas de Coomonte.
La obra de José Luis Alonso Coomonte ha sido motivo de estudio en universidades y sobre ella se han escrito trabajos como por ejemplo, José Luis Alonso Coomonte y el aggiornamento del arte sacro español de Javier Pedro Martín Denis, Universidad de Salamanca.

## Trayectoria
Entre los años 1954 y 1958 realiza en madera esculturas religiosas para iglesias y cofradías de Semana Santa, como las obras Nuestro Señor Flagelado, La Flagelación del Señor, El Nazareno o un Calvario.
En 1958 se traslada a Benavente para trabajar como profesor de dibujo en el Colegio Virgen de la Vega, donde instala también un taller y su forja.
En 1960 fue un año en el que despunta su trabajo artístico como escultor  y en el que es elegido para representar a España en la Bienal de Arte Sacro de Salzburgo con la obra Ostensorio, obteniendo la Medalla de Oro en Escultura, lo que supone un primer reconocimiento a nivel nacional e internacional. Esta obra se ha exhibido en la Iglesia de San Juan del Mercado (Benavente) y acyualmente se encuentra en el Centro de Arte Museo Reina Sofía de Madrid.
En 1961 participa en la II Bienal de París con la cobra titulada Escultura número 16-61y es seleccionado también, para la exposición en el Palacio de Bellas Artes de Bruselas, participa con las obras Homenaje a Paul Klee (realizada en madera) y Composición (realizada en hierro y cuarzo).
A partir de este año José Luis Alonso Coomonte recibe encargos para realizar obras de carácter religioso: rejerías, mobiliario religioso, Imaginería etc. así como también obras para las Cajas de Ahorros. 
En 1962 regresa a Madrid para dar clases en el Instituto Laboral Virgen de Atocha a la vez que sigue manteniendo abierto su taller de escultura. En este año  juntamente con Kiko Argüello y el vidrierista Carlos Muñoz de Pablos funda el  grupo Gremio 62. 
A lo largo de las décadas siguientes realiza numerosas exposiciones nacionales e internacionales (1963 en Madrid; 1964 en La Haya y León; 1965 en Ruan, Nueva York, México y París).
En el periodo comprendido entre 1960 y 1970 realizó numerosos objetos litúrgicos, sagrarios-manifestadores, custodias, arquetas, pilas bautismales, lámparas, candeleros, rejas, etc., que permanecen en diferentes iglesias zamoranas  como por ejemplo:  Cristo Rey (1960), Nuestra Señora de Lourdes (1963) y San Lorenzo (1971).
En la década de los setenta realiza una serie de obras de pequeño formato que el denomina de corte "pop irónico",  algunas de estas obras fueron expuestas en Salamanca en 2005 en la exposición Deshibridaciones y en 2011 en la muestra titulada Tengo hambre en Madrid.
Ha participado en diferentes ediciones de las exposiciones de arte sacro Las Edades del Hombre, en la celebrada en la ciudad de Salamanca, Contrapunto 2.0: Un diálogo entre Dios y el hombre, con la obra El paraíso perdido.
De la obra de Coomonte se han realizado numerosas exposiciones tanto individuales como colectivas y en calles, plazas, fachadas y puertas pueden apreciarse las esculturas de gran formato y la rejería.
En 2021 protagonizó la exposición Coomonte, reto y materia en el Museo Etnográfico de Castilla y León. En el mismo año recibió el Premio Castilla y León de las Artes. En 2025 el Centro de Estudios Benaventanos "Ledo del Pozo" oganizó una exposición titulada "Coomonte en Benavente, vuelta a casa".
Además de la escultura hay que reseñar dentro de la trayectoria artística y profesional:
- El diseño

José Luis Alonso Coomonte ha destacado también en el campo del diseño, del que pensaba, que constituye «un mundo amable, como un dormir en un sueño bonito», que le permite crear unas formas inspiradas en los tiempos perdidos del romanticismo, en el Art nouveau y en el Art déco. Al mismo tiempo, siente la necesidad de «salvar el objeto, lo entrañable»,  destacándose entre ellas unas pequeñas esculturas, a las que califica de «piezas domésticas» por ejemplo obra titulada Pliegues o las denominadas Seseras.
- El dibujo

El dibujo para Coomonte no solamente es el inicio necesario para crear, es también un fin y un objetivo, y cuando la condición física del artista ha marcado su trabajo escultórico se ha refugiado en el dibujo, "para alguien como Coomonte es imposible renunciar a pensar y para él pensar es sinónimo de dibujar" realizando exposiciones como la de 2017 en el Museo de Zamora, titulada Coomonte, El dibujo infatigable 
- La docencia

En sus comienzos profesionales trabajó como profesor de dibujo en Benavente y en Madrid.
Entre 1986 y 2002 es profesor de la Escuela de Bellas Artes y Oficios de Zamora y de la Facultad de Bellas Artes de la Universidad de Salamanca y ha colaborado impartiendo cursos con la Fundación Capa. En este periodo también organizó La Bienal de Escultura Ibérica Contemporánea en Zamora  (1986) de la que fue su director en ediciones posteriores.

## Arte público
- La Farola, plaza de La Marina Española, Zamora.[26][27]
- Celosía, balaustrada, puertas y rótulo monumental del Banco de España, plaza de Cristo Rey, Zamora.[28]

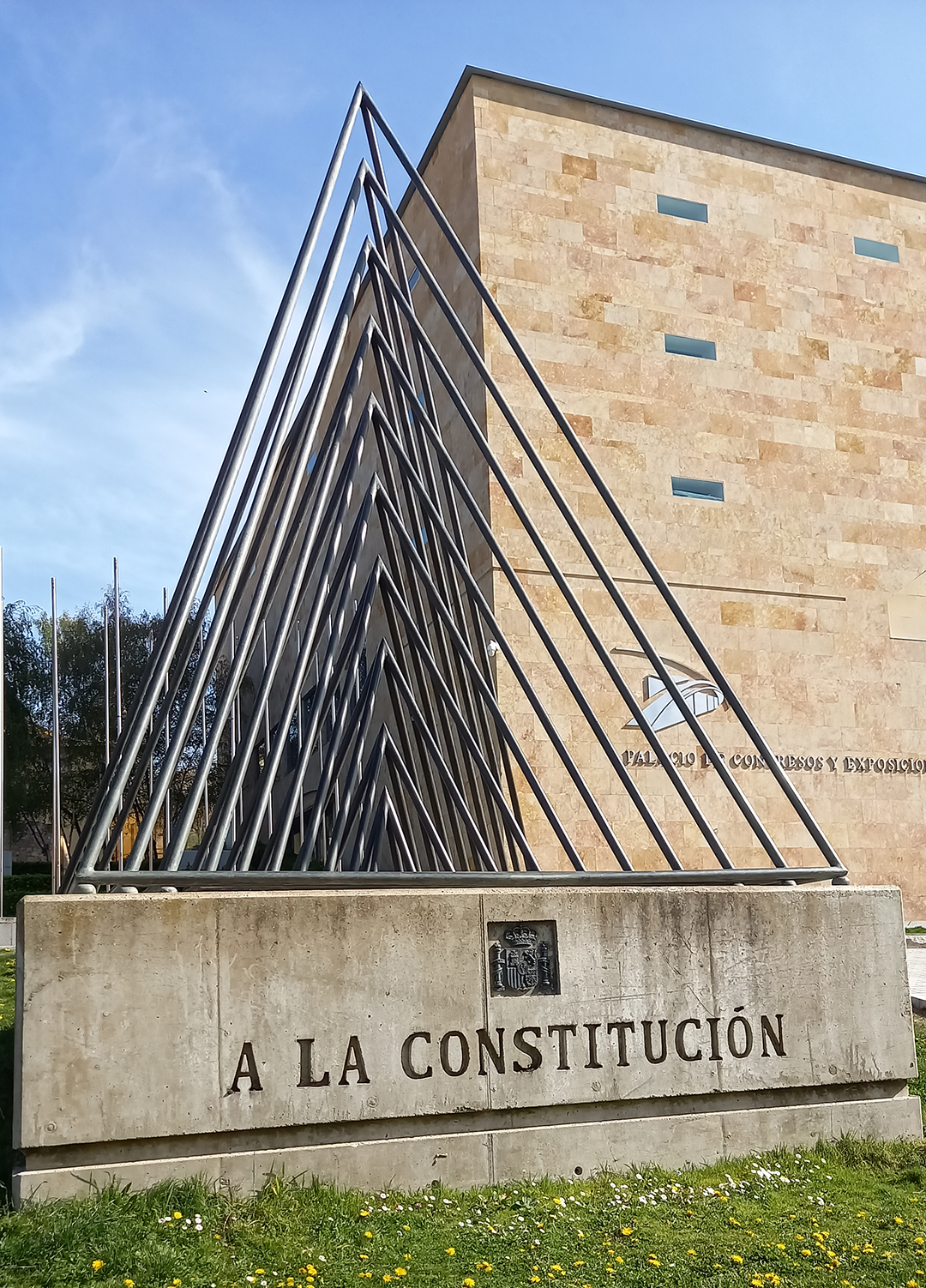
Monumento a la Constitución, frente al Palacio de Congresos y Exposiciones de Castilla y León (Salamanca) en Salamanca.

- Relieves de la Caja de Ahorros de Castellón
- Relieves y rejería en la Caja de Ahorros de Toledo, en Toledo
- Rejería en la Caja de Ahorros de Segovia, en Segovia y  Soria
- Relieves y elementos decorativos en la Caja de Ahorros de Ávila
- Rejería, murales, iluminación. Caja de Ahorros O.P. de Guadalajara, en Guadalajara

- G-88, edificio oficinas, Hermanos García Noblezas, Madrid.
- Monumento con rebeco (1964).  Mirador del Tombo, Picos de Europa.[29]
- Estructura para el viento, 1965. Mirador de Piedrasitas, Posada de Valdeón, León[30]
- Fuente de las Naciones, 1969, Calle Guzmán el Bueno, Madrid
- Edificio Hispacys, París ,Francia.
- Edificio CAMPSA, Madrid.
- Club Campo de Golf de La Manga (Murcia)

- Homenaje a los Poetas, Puente de los Poetas en Zamora, 2020[31]
- Miliario, 1996.  Plaza de La Marina Española, Zamora. 1996.[32]
- Compenetración (Vertical, Hombre y Mujer). Avenida de Requejo, 24 (Los Bloques) en Zamora
- Letrero Banco de España, Oviedo, Asturias.
- Discóbolo (Colección privada), El Casar, Guadalajara.
- El rebeco, Mirador del Tombo, León.

- Monumento a la Constitución, frente al Palacio de Congresos y Exposiciones de Castilla y León (Salamanca), Salamanca.
- Monumento al Labrador en la Pza. Fardell de Castellón
- Mosaico a la Virgen de La Vega, 2003, Plaza Mayor, Benavente, Zamora
- El Lazo, Paseos de Soledad González, Benavente.[33]
- Alegoría de Benavente y los Valles (2003) o Cucañas de Coomonte Plaza del Grano, Benavente.[34]
- Bicho gran formato, 2005. Calle Fonseca en Salamanca.[35]
- Monumento a la Libertad, 2007, en Monleras, Salamanca.
- Equilibrio Horizontal, 2017, en el parque de San Martín de Abajo, Zamora.[36]
- Protección para un Cerebro 1973, (Colección privada) Villaralbo (Zamora)

## Arte Sacro
La obra religiosa de José Luis Alonso Coomonte está repartida por toda la geografía española, y representanta  tanto en tallas de gran tamaño como de pequeños formatos, algunos de los lugares en los que se pueden encontrar son:
- Puerta Principal del Seminario Mayor de Astorga, León
- Iglesia del Padre Damián, Madrid
- Iglesia de la Virgen de las Nieves, Mirasierra, Madrid

- Iglesia de Duque de Sesto, Madrid
- Iglesia de Las Lomas en Boadilla del Monte, Madrid
- Iglesia de los PP. Agustinos de Monteagudo, Navarra
- Iglesia de  los PP. Agustinos en el Paseo de La Habana de Madrid

- Parroquia de San Mateo, en Vitoria, Álava
- Convento de San Francisco, Alcañices (Zamora
- Catedral de Isabela, Filipinas
- Cofradía de Luz y Vida de Zamora
- Santo Cristo de la Flagelación, Hermandad del Santo Cristo de la Victoria, Santa Lucía de Gordón, León.
- El conjunto interior de la iglesia de Jesús Redentor de Ponferrada (León).[37]
- La Cofradía de Jesús en su Tercera Caída de Zamora
- Cruz para el Cementerio de San Atilano, Zamora, 2021.[38]
- La Sinagoga, Madrid.

- Conjunto interior de la Capilla de la Residencia del amor de Dios (Zamora)

## Premios y reconocimientos
José Luis Alonso Coomonte ha tenido premios y reconocimientos desde los inicios de su trayectoria artística, algunos de ellos:.
Medalla de Oro, II Bienal de Arte Sacro de Salzburgo, Austria. 1960 
Primer Premio del Proyecto y Ejecución “Iglesia del Padre Damián”, Madrid
Primer Premio del Proyecto y Ejecución “Edificio CAMPSA”, Madrid 
Primer Premio del Proyecto y Ejecución “Sinagoga Hebrea”, Madrid
Primer Premio, IV Certamen Nacional de Arte Ciudad de Guadalajara
Primer Premio y Ejecución del Monumento al X Aniversario de la Constitución Española en Salamanca. 
Primer Premio y Ejecución del Monumento a la Conmemoración de los 900 años de la Repoblación de       Zamora
Primer Premio y ejecución del Monumento a la  Conmemoración del Tratado de Alcañices, Alcañices, Zamora.
Premio de Escultura Ciudad de Valladolid
Premio Racimo de Escultura 2002, Serrada (Valladolid)
Premio Zamorano del Año, 2006 Fundación Científica Caja Rural 
Barandales de Honor, 2016. Junta Pro Semana Santa de Zamora 
Premio de Castilla y León de las Artes 2020
En Benavente (Zamora) se ha le reconocido con el nombre de una calle,  Calle del Escultor Coomonte.